# 2017年印度總統選舉
2017年印度总统选举于2017年7月17日举行，7月20日公布结果。時任印度总统普拉纳布·慕克吉不寻求连任，其任期至2017年7月24日止。

## 历史
印度人民党候选人拉姆·纳特·科温德曾在2012年至2017年擔任比哈尔邦邦长。而印度国民大会党推派曾任人民院首位女議長的梅拉·库马尔为候选人。這兩位候選人皆為贱民階級出身。
2017年7月20日，印度选举委员会宣布拉姆·纳特·科温德当选，7月25日就任，任期五年。